# Jakob Nussbaumer
Jakob Nussbaumer (* 6. Januar 1602 in Ägeri; † 10. Dezember 1668 ebenda) war ein Schweizer Pfarrer.
Nussbaumer war katholischer Pfarrer in Ägeri (heute Oberägeri, Kanton Zug), wo er auch eine bekannte Lateinschule führte.